# حمام پشت خزانه
حمام پشت خزانه مربوط به اواخر دوره قاجاریه است و در شهرستان برخوار و میمه، بخش میمه، دهستان ونداده، روستای رباط آغا کمال واقع شده و این اثر در تاریخ ۸ بهمن ۱۳۸۵ با شمارهٔ ثبت ۱۷۰۴۲ به عنوان یکی از آثار ملی ایران به ثبت رسیده است.